# The Trustees of Reservations
The Trustees of Reservations ist eine gemeinnützige Organisation mit Sitz und Tätigkeit im Bundesstaat Massachusetts der Vereinigten Staaten. Ihre Aufgaben liegen in der Denkmalpflege sowie im Naturschutz. Die Idee wurde am 5. März 1890 vom Landschaftsarchitekten Charles Eliot publiziert, die Organisation selbst wurde im Frühjahr 1891 formal gegründet. Sie ist damit die älteste private Naturschutzorganisation der USA. Mit mehr als 100.000 Mitgliedern und einem jährlichen Budget von über 20 Millionen US-Dollar verfügt sie heute über eine breit aufgestellte und finanziell tragfähige Basis für ihre Aktivitäten.

## Geschichte
Der Artikel Waverly Oaks, den Charles Eliot am 5. März 1890 in der Zeitschrift Garden and Forest veröffentlichte, führte unmittelbar zur Gründung der Trustees. Es sollte jedoch noch ein Jahr dauern, bis die Organisation in die Register eingetragen werden konnte. 
Während es zum Ende des 19. Jahrhunderts im nur dünn besiedelten Westen der USA gelungen war, die Natur weitgehend zu erhalten, gab es für derartige Bemühungen an der Ostküste nur wenig Verständnis. Boston war zum bundesweit viertgrößten Industriezentrum aufgestiegen, und hunderte große und kleine Betriebe siedelten sich im Umfeld der Stadt an. Dabei wurden vielfach ohne Rücksicht landwirtschaftliche Nutzflächen, Flussgebiete und sogar historische Stätten überbaut und somit zerstört. 
Im Zuge dieser fortwährenden Expansion wurden der Bevölkerung nur in sehr geringem Maß offene Flächen zur Verfügung gestellt, da man das Land bevorzugt für neue Fabriken nutzte. Dies stand im Widerspruch beispielsweise zu Städten wie Paris und London, die ihren Einwohnern vergleichsweise großzügige Naherholungsräume anboten. Dies nahm Eliot, der davon überzeugt war, dass innerstädtische Grünflächen als Kontrast zum eher tristen Stadtleben frische Luft, Freude an landschaftlicher Gestaltung und Raum für Erholung boten, zum Anlass für seinen Artikel.
Im Frühjahr 1891 stimmte die Regierung des Bundesstaates zu, die Organisation „The Trustees of Public Reservations“ formal zu gründen und einzutragen, „um schöne und historische Orte auf dem Gebiet des Commonwealth of Massachusetts zu erwerben, zu erhalten, zu pflegen und für die Öffentlichkeit zugänglich zu machen“. 1954 wurde das Wort „Public“ aus dem Namen entfernt, um Verwechslungen mit Besitzungen des Bundesstaates zu vermeiden.

## Organisationsstruktur
Die jeweils für eine Amtsperiode von drei Jahren gewählten Organe der Trustees of Reservations bestehen aus den Corporate Trustees (200 bis maximal 600 Mitglieder), dem Board of Directors (25 Personen), dem Executive Committee (wird fallweise aus den anderen Organen heraus besetzt), bestimmten Funktionären (Officers of the Corporation, 4 Personen), einem Beratergremium (Advisory Council, 75 Personen) sowie dem Chairman's Council, das sich in variierender Zahl aus ehemaligen Mitgliedern der unterschiedlichen Organe zusammensetzt.

## Daten
Die Organisation verfügte 2012 über 150 fest angestellte Mitarbeiter, 149 Teilzeitbeschäftigte sowie 400 saisonale Mitarbeiter. Im Laufe ihrer Geschichte konnten die Trustees mehr als 70 mi (112,7 km) Küste bewahren. Die Virginia Woods waren im Jahr 1892 das erste erworbene Schutzgebiet, das 1923 an die Metropolitan District Commission übertragen wurde. Die ältesten noch heute im Eigentum der Organisation befindlichen Gebiete sind der Mount Ann Park in Gloucester und Rocky Narrows in Sherborn (Massachusetts), die beide 1897 erworben wurden. Das kleinste Schutzgebiet ist mit ca. 1.000 m² der Redemption Rock in Princeton, das mit einer Gesamtfläche von mehr als 12,5 km² größte Schutzgebiet ist Notchview in Windsor. 
Die Trustees pflegen und konservieren historische Bauwerke, Gärten, Schluchten und Wasserfälle, Waldgebiete, Landschaftsräume sowie frühindustrielle Stätten und kümmern sich darüber hinaus um die Geschichte der Indianer. In ihren Verwaltungsbereich fallen National Historic Landmarks, in das National Register of Historic Places eingetragene Denkmale, Naturdenkmale und Historic Districts.
In den Schutzgebieten der Organisation leben 132 zum Teil sehr seltene Tier- und Pflanzenarten sowie 12 % der bedrohten Gelbfuß-Regenpfeifer-Population in Massachusetts. Insgesamt verwalten die Trustees mehr als 270 mi (434,5 km) Wanderwege, die teilweise mit überregionalen Fernwanderwegen wie dem Appalachian Trail, Bay Circuit Trail, Mid-State Trail, New England Scenic Trail oder dem Tully Trail verbunden sind.

## Rezeption
Die Arbeit der Trustees of Reservations wird weithin anerkannt. So listet der National Geographic den Strand Crane Beach in Ipswich auf Platz 8 der zehn besten Familienstrände, während das Landscape Architecture Magazine der American Society of Landscape Architects die Restaurierung der Anfang des 20. Jahrhunderts von Arthur Shurcliff gestalteten Castle Hill Allée auf dem gleichnamigen Anwesen aufgreift. Über aktuelle Projekte der Organisation wird auch in der Lokalpresse berichtet.